# Aleksandr Grigor'evič Kušelev-Bezborodko
Conte Aleksandr Grigor'evič Kušelëv-Bezborodko (in russo Александр Григорьевич Кушелев-Безбородко?; San Pietroburgo, 4 settembre 1800 – Mosca, 6 aprile 1855) è stato un nobile e politico russo.

## Biografia
Era il figlio di Grigorij Grigor'evič Kušelev (1754-1833), e di sua moglie, Ljubov' Il'inična Bezborodko (1783-1809).
Sua zia, la principessa Lobanov-Rostov, lo influenzò molto. Nel 1813 studiò presso il Liceo imperiale di Carskoe Selo.

## Carriera
Dopo la laurea lasciò San Pietroburgo e partì per Tartu, dove incontrò George Friedrich Parrot, e Berlino, dove ispezionò l'università. Durante questo viaggio il giovane conte mantenne una corrispondenza con il padre.
Il 4 settembre ritornò a San Pietroburgo. Nel 1820 ricoprì la carica di ciambellano e nel 1830 fu eletto membro onorario dell'Accademia russa delle scienze.
Nel 1837 fu nominato direttore del Dipartimento di Stato del Tesoro, nel 1844 divenne senatore, nel 1847 divenne un fiduciario onorario, dal 13 marzo 1854 al 6 aprile 1855 ha ricoperto la carica più alta della sua vita, Controllore dello Stato.

## Matrimonio
Sposò, il 30 gennaio 1829, Aleksandra Nikolaevna Repnina-Volkonskaja (1805-1836), figlia di Nikolaj Grigor'evič Repnin-Volkonskoj e Varvara Alekseevna Razumovskaja. Ebbero cinque figli:
- Varvara Aleksandrovna (1829-1896), sposò Pëtr Arkadievič Kočubej, ebbero sei figli;
- Aleksandra Aleksandrovna (24 novembre 1830-8 gennaio 1833);
- Grigorij Aleksandrovič (1832-1870);
- Lyubov Aleksandrovna (1833-1913), sposò Aleksej Ivanovič Musin-Puškin;
- Nikolaj Aleksandrovič (1834-1862), sposò Elizaveta Ivanovna Bazilevskaja.

## Morte
Morì il 6 aprile 1855 a Mosca. Fu sepolto nel Monastero di Aleksandr Nevskij.